# 石原希望の超HOPEちゃんラジオ
『石原希望の超HOPEちゃんラジオ』（いしはらのぞみのちょうホープちゃんラジオ）は、配信アプリ・Radiotalkで配信されるラジオ番組。配信アプリ・Radiotalkで毎週水曜21頃よりライブ配信を行い、その後コーナーごとにアーカイブを編集配信する。

## 概要
2022年10月開始。番組開始から2024年3月いっぱいまではRadiotalk公式番組として配信。2023年1月には優良なPodcastコンテンツを発掘し応援する大規模アワード「第4回 JAPAN PODCAST AWARDS」において、ベストパーソナリティ賞ノミネート作品に選出された。受賞はならなかったものの、審査員の一人である佐久間宣行は「発掘というか、この人こんなに話せるんだと言う驚きがある人」と1位に推した。
番組内でラジオネームは「ぽぺネーム」と呼ばれ、これは第1回のリスナー投稿によって決定された（「ぽぺ」に特に意味はないとのこと）。
パーソナリティーを務める石原のYouTubeチャンネル「のぞチャン〜石原希望オフィシャルYoutube〜」でもアーカイブが全編音声配信されており、不定期で動画配信も行われていたが、第64回より原則動画配信されるようになった。
Radiotalkの運営体制変更により公式番組というカテゴリーがなくなるため、2024年3月中頃よりRadiotalkスタジオ収録から、石原の事務所内での収録に変更。一部スタッフの変更はあるものの、番組自体は継続する。公式番組時はギフト機能を用い、スコアランキング上位者を月終わりに読み上げていた。

## 出演者

### MC
- 石原希望

## 主なコーナー
フリートーク（あたまのはなし）
石原の近況などフリートークコーナー。ふつおたコーナーも兼ねる。
石原希望　演技力検定
職業・女優である石原の純粋な演技力を披露。リスターから寄せられた理不尽な設定、とんでもシチュエーションのお題や台本に沿って石原が演じ女優としての格を見せつける。聴取者から希望スタンプ、失望スタンプを送ってもらい、演技の評価をもらう。
〇〇なAVのコーナー
この世に存在しないAVを教えてもらうコーナー。
もりばやし
「〇〇なAVのコーナー」からの派生で誕生。AV男優・森林原人の、この世に存在しないエピソードをリスナーから教えてもらう。
嘘エピソードのコーナー
リスナーが考えた石原の嘘エピソードを、さも体験したことのように放送作家と会話のキャッチボールをしながら自然にトークするコーナー。

## スタッフ
石原が頻繁に振ることもあり、それぞれガヤとして出演もする（動画版では顔出ししていない）。
- 構成・放送作家：榊原 - 番組の聞き手を務める。通称：かっきー。
- プロデューサー：平田まさむね（Radiotalk）
- マネジメント：岡本（LIGHT）